# بيت كمونة
بيت كمونة قرية تتبع منطقة طرطوس في محافظة طرطوس. تقع على مرتفع يشرف غرباً، إلى الجنوب الشرقي من مدينة طرطوس بمسافة 6 كم. مساكنها القديمة حجرية ترابية تشكل نواة القرية والحديثة أسمنتية تمتد على طرفي الطريق الفرعية باتجاه طريق طرطوس-صافيتا. يعمل السكان بالزراعة البعلية، ينتجون: الزيتون والحبوب وبالزراعة المروية من آبار عميقة يعود بعضها للجمعية الفلاحية فيها، وينتجون الخضراوات والحمضيات والفول السوداني ويستخدمون الآليات والأسمدة. وتربى فيها الماشية على نطاق محدود. يشرب السكان من شبكة مياه مشروع بئر بيت عليان. تتصل بمدينة طرطوس عبر طريق فرعية مزفتة. تتبعها مزرعة بكدرة.